# Sigrið av Skarði Joensen
Sigrið av Skarði Joensen (* 12. Mai 1908 in Fagralíð, Klaksvík, Färöer; † 3. Juli 1975 in Tórshavn) war eine färöische Publizistin, Lehrerin und Feministin.
Sigrið wurde 1908 als Tochter von Súsanna Kathrina Jacobsen (1876–1978) und Símun av Skarði (1872–1942) geboren, die beide Lehrer an der Volkshochschule der Färöer waren, die sich damals an der Fagralíð bei Klaksvík befand. 1909 zog die Volkshochschule nach Tórshavn um.
Nach dem Abitur 1927 in Dänemark studierte Sigrið av Skarði Geschichtswissenschaft und Anglistik an der Universität Kopenhagen, allerdings ohne das Studium zu beenden. 1941 wurde sie dennoch Lehrerin in diesen Fächern.
Bereits 1938 heiratete sie Sigurð Joensen (1911–1993), mit dem sie die sieben Kinder Elspa (1939), Lív (1942), Búgvi (1945), Turið (1946), Sjúrður (1947), Bergljót (1950) und Inga Rósa (1953) hatte. Tochter von Lív ist die 1975 geborene färöische Schauspielerin und Dichterin Sigri Mitra Gaïni. Die 1968 geborene Tochter von Bergljót, Sólrun Løkke Rasmussen ist die Frau des dänischen Ministerpräsidenten Lars Løkke Rasmussen.
Schon früh engagierte sie sich auf journalistischem Gebiet. In der Zeitung Føryoa Socialdemokratur erschien 1929 ein Artikel von ihr über die beiden Anarchisten Sacco und Vanzetti, die 1927 in den USA hingerichtet wurden. 1938 mischte sie sich mit einer Streitschrift in den färöischen Sprachenstreit ein, der kurze Zeit später zugunsten der färöischen Sprache als Unterrichtssprache gelöst wurde.
Wie viele ihrer Zeitgenossen war sie während der Operation Weserübung in Kopenhagen, als die Färöer im Zweiten Weltkrieg vom „Mutterland“ abgeschnitten waren, und die junge Elite des Landes zu einem großen Teil im unfreiwilligen Exil verbrachte. Zusammen mit ihrem Mann engagierte sie sich im Føroyingafelag, dem Färingerverein in Kopenhagen, und dem färöischen Studentenverein. Von 1941 bis 1946 gaben sie die 14-täglich in färöischer Sprache erscheinende Zeitung Búgvin heraus, für die sie historische und zeitgeschichtliche Artikel schrieb. Nebenbei betätigte sie sich als Übersetzerin, beispielsweise von Sigert Paturssons Sibirienreise 1901, der erste Sibirienbeschreibung eines Färingers.
1948 zog die Familie auf die Färöer, und Sigrið av Skarði Joensen setzte dort ihre publizistische Tätigkeit im Verlag Ungu Føroyar („die jungen Färöer“) fort. 1952 war sie Mitbegründerin des Kvinnufelagið, des färöischen Frauenvereins, der das feministische Anliegen von Súsanna Helena Patursson fortsetzen sollte. Bis 1959 war sie Redakteurin der dazugehörigen Zeitschrift Kvinnutíðindi („Frauennachrichten“).
In den 50er-Jahren arrangierte Sigrið av Skarði Joensen Kurse für gleichaltrige Frauen in färöischer Literatur und Sprache. An der Tórshavner Realschule unterrichtete sie Latein, und 1952 wurde auf ihre Initiative hin eine Schule für den färöischen Kettentanz eröffnet, aus der die besten Vorsänger des Landes hervorgingen.
Wie ihr Mann war sie Mitglied des republikanischen Tjóðveldisflokkurin und kandidierte sowohl für den Stadtrat von Tórshavn als auch das Løgting. Ein Einzug gelang ihr zwar nicht, aber sie saß für mehrere Jahre im Jugendamt der Stadt.

## Werk
(Auswahl)

### Übersetzungen
- Sigert Patursson: Á ferð í Sibiriu, 1994 (Sibirienreise 1901, aus dem Dänischen ins Färöische, hrsg. von Turið Sigurðardóttir)

### Herausgaben
- Henrik Ibsen: Hærmændene på Helgeland, 1949 (Drama von 1858, färöische Übersetzung von Símun av Skarði)